# クロッキー会
クロッキー会（クロッキーかい）とは、仕事や趣味やライフワークで描画技術を身につけるため、特に人物の描画の技術を高めるために、美術学校や公民館などの一室に集まり、クロッキーを各自が描く会である。

## 概要
人物像のクロッキー会がほとんどである。民族衣装などの着衣のクロッキー会もあるが、裸婦のクロッキー会が大多数となる。しっかりした主宰者の元、各会員のマナーの遵守が求められる。
また、各自、絵を見せ合う論評の時間を設けている会も多い。また、講師役の指導も行われる場合もある。初心者でも参加可とするクロッキー会もあれば、「中級以上」や「ある程度描かれた方」と条件をつけているクロッキー会もある。
ヌード鑑賞を目的とする人は、たとえ絵を描いていたとしても歓迎されず、主宰者の判断で参加を断られることもある。

## 会場
美術学校の一室や公民館などの他、美術館の一室での開催もある。
裸婦のクロッキー会では、モデルの人が寒くならないような暖房が必要となり、ブラインド・カーテンの類を閉めて建物の外から見えないようにして、廊下からドアを開けてもポーズを見ることができないように衝立などを立てることが求められる。温度調節については、モデルへの配慮が求められる。

## トラブルおよびマナーなどについて

### トラブル
- モデルの人のポーズ中の際は、携帯電話を取り出すようなことは、盗撮と間違えられる場合もあるので控えるべきである。
- クロッキー会終了後、裸婦のモデルをしていた女性につきまとい不快感を与えるような事例も、少なからずある。

主宰する側は、ルールを守らないものに対し、厳重に注意をすることが必要である。

### マナー
- ポーズ中は私語は控え携帯電話音を出さないように気をつけ、部屋の入退室は極力避けるべきである。
- 裸婦クロッキーのポーズ終了直後には、モデル女性から視線をはずすことが望ましい。
- クロッキー会の終わり頃に、モデルがポーズを取っている最中に、描かずに後片付けを始める人がいるが、モデルに失礼であるという指摘がある。
- 特に裸婦のモデル女性の実名などのプライバシーを尊重し、実名で呼ぶことなどは避けるべきである。参加者のプライバシーも、尊重されるべきである。